# Mario Giuliano
Mario Giuliano (Torino, 18 aprile 1901 – Alessandria d'Egitto, 5 settembre 1942) è stato un militare e aviatore italiano, decorato di medaglia d'oro al valor militare alla memoria nel corso della seconda guerra mondiale.

## Biografia
Nacque a Torino il 18 aprile 1901.
Conseguita la maturità classica a Torino, all'età di diciassette anni in servizio presso il Regio Esercito partecipò alla prima guerra mondiale nel 3º Reggimento alpini. Dopo la fine della guerra venne ammesso a frequentare la Scuola Allievi Ufficiali della Regia Guardia di Finanza a Caserta, e fu nominato sottotenente nell'agosto 1921. Conseguì il brevetto di osservatore d'aeroplano nel 1925, e fu assegnato al XV Gruppo squadriglie da ricognizione a Verona iniziando la sua carriera di aviatore. Trasferito nella Regia Aeronautica nel 1928, e promosso tenente pilota, fu volontario nella Tripolitania italiana dal novembre 1930 al settembre 1934. Rientrato in Italia promosso al grado di capitano, dopo un breve servizio prestato, dapprima al 5º Stormo d'assalto e poi allo Stato maggiore del Ministero dell'aeronautica, nel luglio 1935 parti di nuovo volontario per l'Africa orientale dove si distinse nella guerra d'Etiopia al comando della 9ª Squadriglia A.O. Ritornato in Patria nel 1937 e ripreso servizio allo Stato maggiore dell'Aeronautica nel 1938 fu promosso maggiore. Prestò poi successivamente servizio presso gli 21° e 22º Stormo Osservazione Aerea. All'atto della dichiarazione di guerra alla Francia e alla Gran Bretagna, avvenuta il 10 giugno 1940, ricopriva l'incarico di comandante di un gruppo di osservazione impiegato sul fronte occidentale. Dopo la firma dell'armistizio di Villa Incisa fu trasferito, a domanda, presso il 30º Stormo Bombardamento Terrestre di stanza in Sicilia. Promosso tenente colonnello, dopo un turno di avvicendamento a Forlì, nel giugno 1942 fu trasferito con il suo gruppo da bombardamento, l'87º, nell'Aviazione dell'Egeo all'Aeroporto di Gadurrà. La notte del 25 settembre non fece ritorno da una azione di bombardamento sulla base navale di Alessandria d'Egitto con il CANT Z.1007 con il M.llo Cumo Emilio, il Serg. marconista Campanale Luca, l'Av. Capassi Giuseppe ed il M.llo Covello Armando. Già decorato con una medaglia d'argento e due di bronzo al valor militare fu insignito della medaglia d'oro al valor militare alla memoria.

### Fonti
1. ↑  Combattenti Liberazione.
2. 1 2  Gruppo Medaglie d'Oro al Valor Militare 1965, p. 89.
3. 1 2  Ufficio Storico dell'Aeronautica Militare 1969, p. 186.
4. 1 2 3 4 5 6 7 8 9 10  Bianchi, Cattaneo 2012, p. 125.
5. ↑  Bianchi, Cattaneo 2012, p. 124.
6. ↑  Bollettino Ufficiale 1941, dispensa 51ª, pagina 2482 registrato alla Corte dei conti addì 18 marzo 1942, registro n.17 Aeronautica, foglio n.235.